# Annonciation (Filippino Lippi)
Pour les articles homonymes, voir Annonciation (homonymie).
L'Annonciation est une peinture à la détrempe sur panneau (175 × 181 cm) du peintre florentin Filippino Lippi, datant d'environ 1472, et conservée à la Galleria dell'Accademia de Florence.

## Description et style
L'œuvre est l'une des premières attribuées à Filippino, qui en 1472, alors âgé de quinze ans, commença à travailler dans l'atelier de Sandro Botticelli.
Cette Annonciation se rapproche de celle réalisée par son père Fra Filippo Lippi vers 1450 et conservée à l'Alte Pinakothek de Munich, qui présente également une loggia ouverte sur un jardin (le Hortus conclusus) de goût archaïque. Marie (dont la forme très allongée suggère incorporalité et donc virginité) est debout, elle reçoit l'annonce de l'Archange qui vient d'apparaître, la distrayant de sa lecture. À gauche, comme dans l'œuvre de son père, un deuxième ange apparaît tenant à la main un lys blanc, le même que Gabriel tient, en offrande à la pureté de la Vierge. En haut à gauche, le Père éternel parmi les anges qui, avec des rayons d'or, envoie  la colombe du Saint-Esprit.